# Lista nagród i wyróżnień dla O.N.A.
Lista zawiera nagrody i wyróżnienia dla polskiej grupy rockowej O.N.A..
1995
- nagroda TVP - Muzyczna indywidualność 1995 roku
- Tylko Rock - Agnieszka Chylińska siódmą "Wokalistką roku" i drugą "Nadzieją roku", Drzwi piątym "Przebojem roku", Modlishka dziewiątą "Płytą roku"

1996
- Fryderyki 1995 - nominacje w kategoriach: Zespół roku, Fonograficzny debiut roku i Album roku - rock (Modlishka)
- PlayBox 1995 - o.n.a. "Debiutem roku", Drzwi dziewiątym "Przebojem roku", Grzegorz Skawiński "Gitarzystą roku", Waldemar Tkaczyk - "Basistą roku"
- Złota Płyta za Modlishkę
- Złota Płyta za Bzzzzz

1997
- Fryderyki 1996 - nagrody w kategoriach: Zespół roku i Album roku - rock (Bzzzzz), nominacja w kategorii Piosenka roku (Krzyczę - jestem), ponadto nominacje dla Agnieszki Chylińskiej w kategoriach: Wokalistka roku i Autor roku oraz dla Grzegorza Skawińskiego w kategoriach: Producent muzyczny roku, Aranżer roku i Kompozytor roku
- Brum - Agnieszka Chylińska "Wokalistką roku"
- PlayBox 1996 - Krzyczę jestem dziewiątym "Przebojem roku", Grzegorz Skawiński "Gitarzystą roku"
- Super Express - Bzzzzz trzecią "Płytą roku", o.n.a. trzecim "Zespołem roku", Agnieszka Chylińska trzecią "Wokalistką roku"
- Machiner'96 - wygrana w kategorii: "Przebój roku" - Krzyczę - jestem, oraz dwie nominacje: "Album roku" - Bzzzzz, "Wykonawca roku" - o.n.a.
- nagroda dziennikarzy na Festiwalu w Opolu

1998
- Fryderyki 1997 - nominacja w kategorii Grupa roku, ponadto nominacja dla Grzegorza Skawińskiego w kategorii Kompozytor roku
- 27.04.1998 - w dniu premiery krążka T.R.I.P. zostaje on nagrodzony złotą płytą, jednocześnie Bzzzzz i Modlishka otrzymują podwójną platynę

1999
- Fryderyki 1998 - nagrody w kategoriach: Grupa roku i Album roku - rock (T.R.I.P.), ponadto nominacje dla Agnieszki Chylińskiej w kategoriach: Wokalistka roku i Autor roku oraz dla Grzegorza Skawińskiego w kategoriach: Producent muzyczny roku i Kompozytor roku
- PlayBox 1998 - Najtrudniej dziewiątym "Przebojem roku", Grzegorz Skawiński "Gitarzystą roku"
- Popcorn - Agnieszka Chylińska "Osobowością roku"
- Tylko Rock - o.n.a. drugim "Zespołem roku", Agnieszka Chylińska drugą "Wokalistką roku", Grzegorz Skawiński  "Instrumentalistą roku", Najtrudniej trzecim "Przebojem roku", To naprawdę już koniec ósmym "Przebojem roku"
- XL - o.n.a. "Zespołem roku", Grzegorz Skawiński "Gitarzystą roku"
- wręczenie Platynowej Płyty za maksisingel Re-T.R.I.P
- wręczenie Platynowej Płyty za płytę T.R.I.P.

2000
- Fryderyki 1999 - nominacje w kategoriach: Grupa roku i Album roku - rock (Pieprz), ponadto nominacje dla Agnieszki Chylińskiej w kategoriach: Wokalistka roku i Autor roku oraz dla Grzegorza Skawińskiego w kategoriach: Producent muzyczny roku i Kompozytor roku
- Superjedynka w kategorii Najlepsza płyta rockowa (Pieprz)
- nagroda czasopisma Tylko Rock za wkład muzyczny w latach 90., ponadto Grzegorz Skawiński Instrumentalistą roku
- Play Box 1999 - Grzegorz Skawiński "Gitarzystą roku", Waldemar Tkaczyk "Basistą roku", Ciągle Ty dziesiątym "Przebojem roku"

2002
- Fryderyki 2001 - nagroda w kategorii Teledysk roku (Niekochana), nominacje w kategoriach: Grupa roku, Album roku - rock (Mrok) i Piosenka roku (Niekochana), ponadto nominacja dla Agnieszki Chylińskiej w kategorii Wokalistka roku
- Paszport „Polityki” dla Agnieszki Chylińskiej w kategorii "Rock-Pop-Estrada"
- Zespół został laureatem plebiscytu pisma Gitara i Bas GITAROWY TOP w kategoriach: Najlepszy gitarzysta - Grzegorz Skawiński, Najlepsza sekcja rytmiczna - Waldek Tkaczyk i Zbyszek Kraszewski, Najlepsza płyta gitarowa - Mrok
- Złota Płyta za Mrok